# Stephen Oliver (compositor)
Stephen Michael Harding Oliver (Chester, 10 de març de 1950 – Londres, 29 d'abril de 1992) va ser un compositor anglès, més conegut per les seves operes.

## Biografia i carrera
Oliver nasqué a Chester. El seu besavi matern era William Boyd Carpenter,un bisbe anglicà. Oliver va rebre l'educació a St Paul's Cathedral, Ardingly College i a Worcester College, Oxford, on va coincidir amb els músics Kenneth Leighton i Robert Sherlaw Johnson. La seva primera òpera va ser, The Duchess of Malfi (1971).